# Myrmicaria

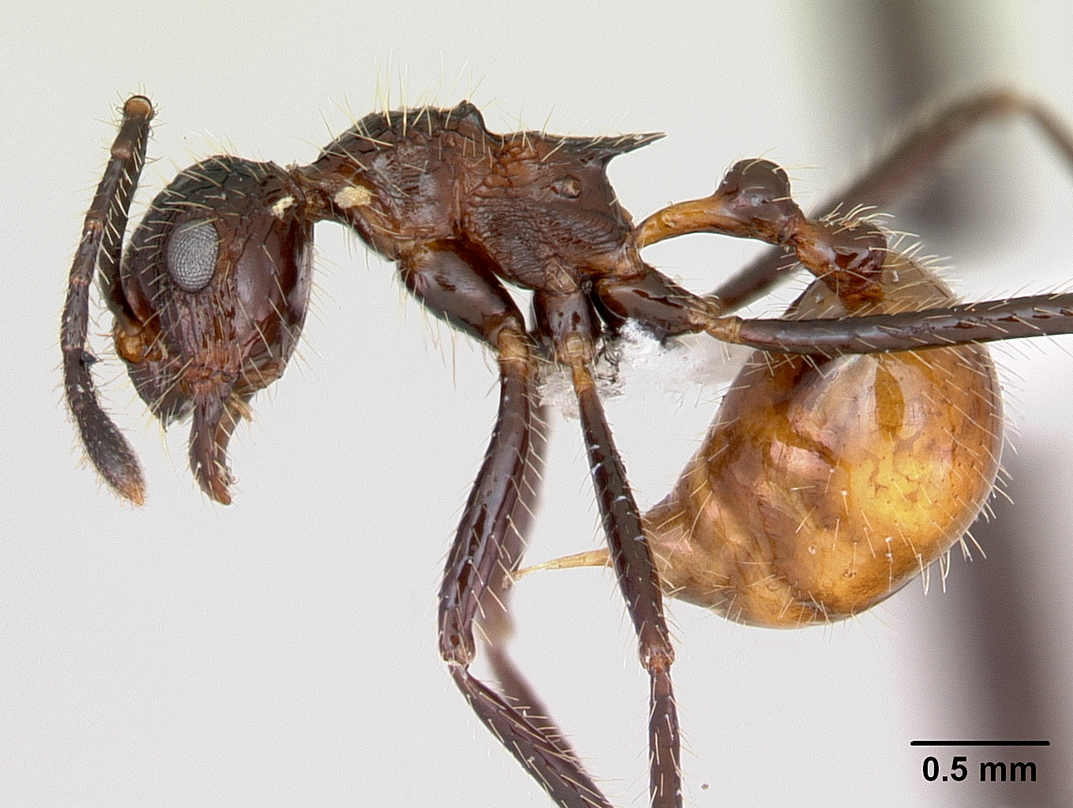
Myrmicaria exigua

Myrmicaria (лат.) — род муравьёв трибы Solenopsidini (ранее в Myrmicariini) из подсемейства Myrmicinae (Formicidae).

## Распространение
Афротропика, Юго-Восточная Азия. Myrmicaria brunnea и M. vidua населяют различные места обитания, такие как редколесья, лесные опушки и хорошо развитые леса, фруктовые сады, и гнездятся в почве, часто строя большие насыпи из частиц почвы. Рабочие собирают мёртвых животных, а также ухаживают за равнокрылыми.

## Описание
Мелкие муравьи от жёлто-рыжего до темно-бурого цвета (рабочие 3-8 мм, матка 12-14 мм). Усики 7-члениковые у самок и рабочих, но 13-члениковые у самцов (половой диморфизм). Петиоль с длинным стебельком. Постпетиоль прикреплён к брюшку вентрально. Как и другие быстро бегающие муравьи (например, Cataglyphis) при передвижении поднимают брюшко вверх. В их муравейниках встречаются жуки-мирмекофилы рода Heteropaussus.
Муравьи Myrmicaria natalensis при укусе выделяют смесь уксусной, изовалериановой и пропионовой кислот.

## Классификация
Около 30 видов. Включён в трибу Solenopsidini (ранее выделялся в отдельную монотипическую трибу Myrmicariini).

## Синонимы
- Heptacondylus Smith, F. 1857

### Виды
- Myrmicaria anomala Arnold, 1960
- Myrmicaria arachnoides (Smith, 1857)
- Myrmicaria arnoldi Santschi, 1925
- Myrmicaria basutorum Arnold, 1960
- Myrmicaria baumi Forel, 1901
- Myrmicaria birmana Forel, 1902
- Myrmicaria brunnea Saunders, 1842 typus
- Другие виды